# Stadio La Piramide
Lo stadio La Piramide è il principale impianto sportivo di Sorso. Ospita le partite casalinghe del Sorso Calcio 1930, oltre agli allenamenti e le gare della società di atletica leggera locale, il C.C.R.S. Sorso.
L'impianto ha una capienza totale di 5600 posti, di cui 500 circa al coperto.

## Descrizione
La struttura si forma in un rettangolo di gioco regolamentare che in origine era in erba naturale, mentre dal 2023 è stato realizzato il manto in erba artificiale; il campo di calcio è circondato da una pista per l'atletica leggera. I posti a sedere, 5 600 circa, sono situati lungo la tribuna centrale semi-coperta e lungo l'ampia curva a destra della centrale.

## Storia
Costruito grazie ai contributi del CONI, lo stadio La Piramide venne inaugurato nel 1986.
Lo stadio La Piramide di Sorso ha ospitato quattro campionati di serie C2. L'ultima partita giocata nello stadio La Piramide in un campionato professionista è stata quella tra Sorso ed Alessandria, conclusa 0-0.
Sciolto il Sorso Calcio nel 2006, l'impianto venne preteso dalla squadra Romangia Sorso, che vi disputa il campionato di Prima Categoria. Vi giocò fino alla formazione del nuovo progetto Sorso Calcio 1930.
Dal 1987 ospita le attività agonistiche del Centro Culturale Ricreativo Sportivo Sorso, società di atletica leggera della città.

## Scheda tecnica dell'impianto
- Copertura: si
- N. Spettatori: 5 600 circa (gradoni)
- N. Posti coperti: 500 circa
- Distanza max. spettatori-campo: 15 metri.
- Dimensione campo: 105 x 60
- Separazione interna: barriera
- Amplificazione sonora: si
- Campo preriscaldato: no
- Impianto illuminazione: si
- Pista atletica: si